# Bourke Airport
Bourke Airport är en flygplats i Australien. Den ligger i kommunen Bourke och delstaten New South Wales, i den sydöstra delen av landet, omkring 650 kilometer nordväst om delstatshuvudstaden Sydney.
Trakten runt Bourke Airport är nära nog obefolkad, med mindre än två invånare per kvadratkilometer.. Närmaste större samhälle är Bourke, nära Bourke Airport.
Omgivningarna runt Bourke Airport är i huvudsak ett öppet busklandskap. Genomsnittlig årsnederbörd är 389 millimeter. Den regnigaste månaden är februari, med i genomsnitt 76 mm nederbörd, och den torraste är oktober, med 1 mm nederbörd.